# Гарфийлд (окръг, Колорадо)
Вижте пояснителната страница за други населени места с името Гарфийлд.
Окръг Гарфийлд (на английски: Garfield County) е окръг в щата Колорадо, Съединени американски щати. Площта му е 7656 km², а населението - 59 118 души (2017). Административен център е град Гленуд Спрингс.

## Градове
- Карбъндейл
- Перашут
- Рифъл
- Силт